# 1. SC 1911 Heiligenstadt
1. SC 1911 Heiligenstadt is een Duitse sportclub uit Heilbad Heiligenstadt, Thüringen. De club is actief in voetbal, handbal, tafeltennis en funsport.

## Geschiedenis
De club werd opgericht in 1911 als FC 1911 Heiligenstadt en sloot zich aan bij de Midden-Duitse voetbalbond. In 1922 promoveerde de club naar de groep Kyffhäuserse, een tweede klasse van Kreisliga Saale. De club werd vierde, maar na dit seizoen werd de Kreisliga ontbonden en werd de competitie als Gauliga Kyffhäuser heropgewaardeerd tot hoogste klasse. De club eindigde de volgende jaren in de lagere middenmoot en werd laatste in 1926/27, maar bleef van degradatie gespaard doordat de club werd overgeheveld naar de nieuwe Gauliga Eichsfeld. In 1929 en 1930 werd de club vicekampioen achter VfL 08 Duderstadt. Na een minderde zevende plaats in 1931 werd de club in 1932 opnieuw vicekampioen. In 1933 werd de competitie grondig geherstructureerd, de Midden-Duitse competities werden vervangen door de Gauliga Mitte en Gauliga Sachsen, maar uit Eichsfeld kwalificeerde zich hier geen enkel team voor. De club was in 1933 laatste geëindigd en plaatste zich zo ook niet voor de tweede klasse, maar ging in de Kreisklasse spelen en geraakte hier niet meer uit. 
Na de Tweede Wereldoorlog werden alle Duitse voetbalclubs ontbonden. De club werd heropgericht als SG Heiligenstadt en werd in 1949 een BSG van de overheid en nam de naam BSG Einheit Heiligenstadt aan. De club veranderde meermaals van moederonderneming en werd zo in 1956 BSG Rotation, in 1964 BSG Motor en in 1985 BSG Solidor.
Met uitzondering van voor 1933 toen het voetbal nog sterk verdeeld was speelde de club nooit in de hogere reeksen. In de DDR-tijd speelde de club voornamelijk in de Bezirksliga (derde klasse).
Na de Duitse hereniging werden alle BSG's ontbonden en werd de club heropgericht als 1. SC 1911 Heiligenstadt.